# 波卡洪塔斯 (爱荷华州)
波卡洪塔斯（Pocahontas）是美国艾奥瓦州波卡洪塔斯县的城市，是波卡洪塔斯县的县城。2010年人口普查的人口为1,789人，比2000年的1,970人少。

## 历史
这个城市以弗吉尼亚州詹姆斯敦的美洲原住民部落酋长女儿宝嘉康蒂（Pocahontas）命名。 县里其他与詹姆斯敦的殖民地有关的地名是罗尔夫，波瓦坦镇区和瓦里纳。
波卡洪塔斯于1892年5月16日建市。